# 엔텔로돈
엔텔로돈(Entelodon)은 에오세 후기부터 마이오세 전기까지 유럽과 아시아 일대에서 생존했던 우제목 엔텔로돈과의 포유류이다. 속명의 뜻은 그리스어(ἐντελής, entelēs) 와 ( ὀδών, odōn) 이 합쳐진 '완전한 치아'를 의미한다.

## 특징

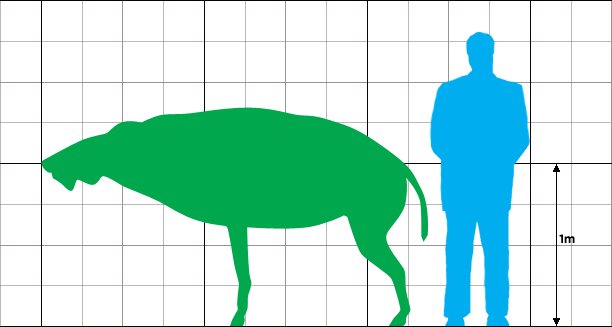
인간과의 크기 비교

어깨 높이는 1.35m, 두개골의 길이는 65cm, 체중은 120kg로 꽤 육중한 편이었다. 턱은 90도로 벌어졌고, 치악력도 매우 강해서 질긴 식물을 뜯거나 먹이의 뼈를 부순 뒤 먹은 것으로 추측된다.